# Dicranota (Rhaphidolabis) mexicana
Dicranota (Rhaphidolabis) mexicana is een tweevleugelige uit de familie Pediciidae. De soort komt voor in het Neotropisch gebied.